# Maurice d'Ocagne
Philibert Maurice d’Ocagne (1862-1938) est un ingénieur et mathématicien français. Il est le promoteur en France d’une méthode de résolution graphique d'équations algébriques par l'emploi d'abaques, qu'il appela nomographie. Il a introduit en France l'usage de la clothoïde dans le tracé en plan des routes.

## Historique familial
Philibert Maurice d'Ocagne est né dans une famille d'ancienne bourgeoisie protestante originaire de Normandie, en la ville d'Alençon (Orne) établie en Île-de-France au XVIIIe siècle, issue de Jacques René d'Ocagne (né en 1727), bourgeois de Paris, demeurant en la paroisse de Saint-Germain-l'Auxerrois.
- Jean Benjamin d'Ocagne (1763-1847) était bourgeois de Paris.
- Philibert d'Ocagne (1796-1835) était négociant, bourgeois de Paris.
- Mortimer d'Ocagne (1831-1919) était publiciste, rédacteur au journal L'Adresse[4].
- Paul d'Ocagne (1863-?) était ingénieur des Arts et Manufactures (ECP.1884), chevalier de la Légion d'Honneur.

Philibert Maurice est le fils du publiciste Mortimer d'Ocagne et de Pauline Marie Nay. Gendre de Frédéric Désiré Hillemacher, il est le père du colonel Pierre d'Ocagne.

## Biographie
Philbert-Maurice d'Ocagne effectue ses études à Paris, au collège Chaptal et au lycée Fontanes (devenu lycée Condorcet). En 1877, il publie ses premiers travaux mathématiques. En 1879, il entre aux Nouvelles annales de mathématiques. En 1880, il entre à l'École polytechnique, d'où il sort dans le corps des Ponts et Chaussées. Il exerce pendant six ans des fonctions d'ingénieur, successivement attaché au service des travaux hydrauliques de la marine à Rochefort et à Cherbourg, puis au service ordinaire du département de Seine-et-Oise, à la résidence de Pontoise. À partir de 1882, il communique des notes à l'académie des sciences. Plusieurs revues importantes publient ses mémoires : le Journal de l'École polytechnique, le Bulletin de la Société mathématique de France, Acta mathematica, la Revue générale des sciences, Archiv der Mathematik und Physik, American Journal of mathematics, etc.
En 1891, il est nommé adjoint au directeur du nivellement général de la France. Dix ans plus tard, il devient chef du Service des Cartes et Plans et de celui des instruments de précision au ministère des Travaux publics. Il reçoit successivement les grades d'ingénieur en chef, en 1908, et d'inspecteur général, en 1920.
En 1893, il entre dans le corps enseignant de l'École polytechnique, d'abord comme répétiteur d'astronomie et de géodésie. Au début de 1912, il devient titulaire de la chaire de géométrie.
Il adhère en 1898 à la Ligue de la patrie française mais, comme Boussinesq, s'en retire un an plus tard.
En 1901, il devient président de la Société mathématique de France.
Il est élu académicien libre de l'Académie des sciences le 30 janvier 1922.

## Travaux

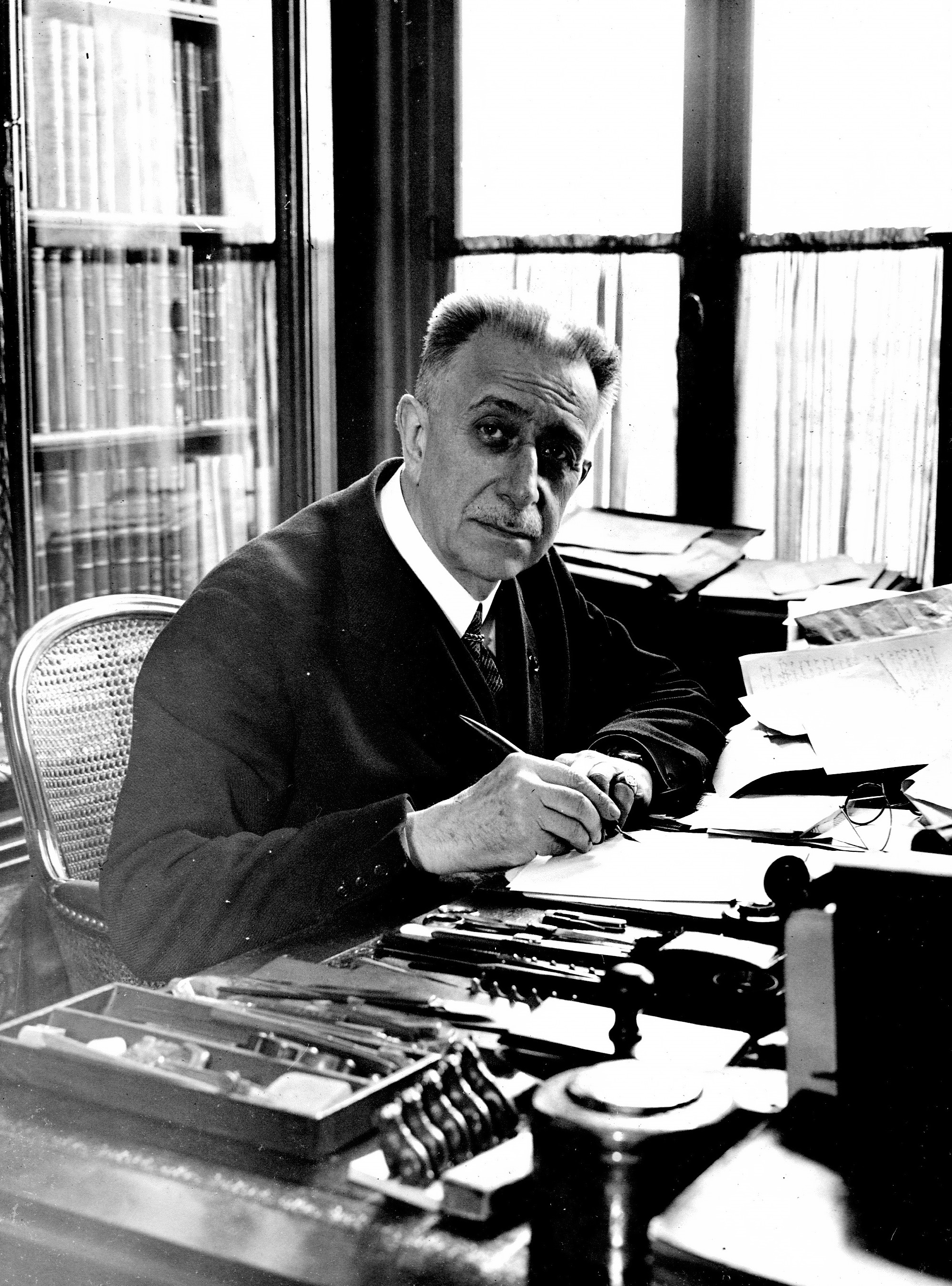
À sa table de travail.

À partir de 1903, Farid Boulad Bey publie une série d’études dont plusieurs furent ensuite utilisées par Maurice d'Ocagne pour créer des nouvelles éditions de son traité sur la nomographie, c’est-à-dire les techniques graphiques de résolution des équations.
Au lendemain de la Première guerre mondiale, Maurice d'Ocagne marque un intérêt croissant pour le calcul automatique. Il incitera Couffignal à explorer ce domaine.

## Œuvres
- Coordonnées parallèles et axiales, Paris, Gauthier-Villars, 1885
- Compte rendu du deuxième Congrès international des mathématiciens tenu à Paris du 6 au 12 août 1900, Paris, Gauthier-Villars, 1902, 419-424 p., « Sur les divers modes d'application de la méthode graphique à l'art du calcul. Calcul graphique et calcul nomographique »
- Calcul graphique et nomographie, Paris, Doin, 1908
- Instruction sur l'usage de la règle à calcul. París, Gauthier-Villars, 1910
- Maurice d'Ocagne, Le calcul simplifié par les procédés mécaniques et graphiques, Gauthier-Villars, 1928, 3e éd., lire en ligne sur Gallica
- Géométrie infinitésimale : École Polytechnique : [1ère] Division : 1908-1909, École polytechnique, Paris, 1909, disponible sur IRIS
- Cours de géométrie. Première partie : Géométrie pure. Deuxième partie : Géométrie appliquée, cours de l’École Polytechnique, Gauthier-Villars, 1930
- Cours de géométrie descriptive et de géométrie infinitésimale, cours professé à l'école des Ponts-et-Chaussées, Gauthier-Villars, 1896, lire en ligne sur Gallica
- Souvenirs et causeries, Plon, 1928. Table des matières : Avant-Propos ; La Princesse Mathilde ; L'Impératrice Eugénie à son crépuscule ; Souvenirs familiers sur Pierre Loti ; Silhouettes de quelques mathématiciens (Michel Chasles, Joseph Bertrand, Charles Hermite ; Henri Poincaré ; Georges Humbert) ; Un pseudo-mathématicien romantique : le neveu de Victor Hugo ; Figure de mathématiciennes (Émilie de Breteuil, marquise du Châtelet ; Marie-Gaëtane Agnesi ; Sophie Germain ; Mary Somerville ; Ada Byron ; Sophie Kowalewski) ; Le grand Ampère ; Psychologie du savant ; L'École polytechnique ; Les calculs qui se font tout seuls.
- Notions sommaires de géométrie projective à l’usage des candidats à l’École Polytechnique, Gauthier-Villars, 1924.
- Hommes & choses de science — Propos familiers, en trois volumes, 1930-1936, Librairie Vuibert :
  - Première série, 1930. Table des matières : L'histoire des sciences vue en raccourci par Émile Picard ; Grands mathématiciens français ; Calculateurs et mathématiciens ; Les machines à calculer, de Blaise Pascal à Torres Quevedo ; François Viète, conseiller très écouté d'Henri III et d'Henri IV ; Pierre de Fermat, un homme de génie qui n'a jamais rien publié ; Pascal, savant ; Le chevalier de Borda, grand savant, grand ingénieur, grand marin ; Louis Lagrange, père de la mécanique analytique ; Pierre-Simon de Laplace, créateur de la mécanique céleste ; Gaspard Monge, père des polytechniciens ; Les deux grands Carnot ; Augustin Cauchy, père de l'analyse moderne ; Jean-Victor Poncelet, grand inventeur en géométrie révélé par une captivité de guerre ; Michel Chasles, « empereur de la géométrie », dupé par un faussaire ; Mathématiciens précoces. Évariste Galois ; Napoléon géomètre ; Le Maréchal Foch à l'Académie des sciences ; Les fondateurs de la balistique ; Femmes de science ; Auguste Choisy et l'art de bâtir chez les anciens ; L'art des ponts en pierre renouvelé de nos jours par Paul Séjourné ; L'œuvre scientifique et technique d'Albert Caquot ; Un chef-d'œuvre de l'art de l'ingénieur. Les chemins de fer souterrains de Paris ; Les marées (Comment elles se manifestent ; Comment elles s'expliquent ; Comment elles se prédisent ; Comment on cherche à les utiliser) ; Jules Verne raconté par le fils d'un de ses amis.
  - Deuxième série, 1932. Table des matières : Avec Émile Picard : quelques vues sur la science ; Comment s'est formée la physique ; Léonard de Vinci savant ; Le Père Mersenne, précurseur de l'Académie des sciences ; Le Père Sébastien Truchet, de l'Académie des sciences, l'un des ingénieurs préférés de Louis XIV ; Alexis Clairaut, le benjamin des académiciens des sciences ; L'œuvre de Laplace ; Charles Coulomb, père de l'électrostatique ; Perronet et le pont de la Concorde ; Joseph Fourier, grand théoricien de la chaleur ; Jean-Baptiste Biot, trois fois académicien ; Louis Poinsot, grand maître en l'art d'éclairer la mécanique par la géométrie ; Denis Poisson, initiateur en physique mathématique ; François Arago, benjamin des membres de l'Institut ; Augustin Fresnel, grand théoricien de la lumière ; Eugène Chevreul, « étudiant » centenaire ; Sophie Germain, mathématicienne ; Deux grands physiciens britanniques : Faraday et Maxwell ; Thomas Edison, inventeur ; Mathématiciens polytechniciens du XIXe siècle ; L'Évolution de la locomotive (I. — Hier ; II. — Aujourd'hui ; III. — Les débuts de la traction électrique ; IV. — L'électrification des grands réseaux ; Une belle victoire du génie français : le pont de l'Elorn à Plougastel ; L'énergie thermique des mers captée par Georges Claude ; Pour l'astronomie française ; L'observatoire du Pic du Midi ; Le nivellement général de la France ; Le cadastre ; La mathématique des jeux ; Dialogues mathématiques (I. — La quadrature du cercle ; II. — La merveilleuse invention de John Napier ; III. — Le calcul par le dessin ; Jean Lerond d'Alembert, avant tout grand mathématicien.)
  - Troisième série, 1936. Table des matières : Le mouvement mathématique français contemporain (I. — Vue d'ensemble sur les mathématiques ; II. — Progrès en analyse ; III. — Progrès en géométrie ; IV. —Progrès en mécanique rationnelle) ; Le rôle intellectuel des femmes ; À travers le monde solaire (I.— Les mouvements du monde solaire — Kepler ; II. — L'attraction universelle et la mécanique céleste. — Newton et Laplace ; III. — La découverte de Neptune. — Le Verrier ; IV. — Entre Mars et Jupiter et au-delà de Neptune ; V. — Idées modernes sur la cosmogonie) ; La naissance de la chimie moderne (I. — Lavoisier ; II. — Berthollet ; III. — Gay-Lussac) ; Peiresc, Pic de la Mirandole français ; Riquet et le canal des Deux-Mers ; Vauban, grand soldat, grand ingénieur ; François Blondel, géomètre, diplomate, balisticien, architecte ; Denys Papin, premier inventeur de la machine à vapeur ; Réaumur, « un modèle de savant » ; Le duc de Brancas-Lauraguais, un grand seigneur « intellectuel » au XVIIIe siècle ; Napoléon et les savants ; Prony, grand ingénieur du grand Empereur ; Nicolas-Jacques Conté, étonnant inventeur ; Charles Dupin, géomètre, ingénieur, économiste ; Les dernières pages de Pierre Termier ; Pierre Duhem, savant, philosophe, humaniste, historien ; Le duc de Broglie et la physique des rayonnements ; Le prince Louis-Victor de Broglie et la mécanique ondulatoire ; Georges Claude et l'énergie thermique des mers ; L'exploration de la stratosphère ; Discours de l'auteur à son jubilé professoral.
- Napoléon et les savants, conférence faite le 16 février 1934 devant le groupe "Napoléon" d'anciens combattants, Vannes, Imprimerie Lafolye et J. de Lamarzelle, lire en ligne sur Gallica

## Prix et récompenses
- Commandeur de la Légion d'honneur (1931), Officier (1917), Chevalier (1894)[7] ;
- Prix Leconte en 1892 pour sa Nomographie ;
- Prix Dalmont de l'Académie des sciences en 1894, pour l'ensemble de ses travaux mathématiques.

## Hommage
Depuis 1956, l'avenue Maurice-d'Ocagne et une école du 14e arrondissement de Paris portent son nom.

## Sources et liens externes
- Ressources relatives à la recherche :   - La France savante
  - Isidore
  - Mathematics Genealogy Project
  - Persée
- Ressource relative à la vie publique :   - base Léonore
- Notices dans des dictionnaires ou encyclopédies généralistes :   - Deutsche Biographie
  - Gran Enciclopèdia Catalana
- Notices d'autorité :   - VIAF
  - ISNI
  - BnF (données)
  - IdRef
  - LCCN
  - GND
  - Pays-Bas
  - Israël
  - NUKAT
  - Catalogne
  - Suède
  - Vatican
  - Tchéquie
  - Portugal
  - Grèce
  - WorldCat
- Jacques Boyer, Sciences et Voyages rend visite au géomètre d'Ocagne, article in « Sciences et voyages », IVe année, no 204, 26 juillet 1923
- Travaux d'Ocagne sur le site S. Mehl
- Dictionnaire biographique Imago Mundi